# Hypotrachyna producta
Hypotrachyna producta är en lavart som beskrevs av Hale. Hypotrachyna producta ingår i släktet Hypotrachyna och familjen Parmeliaceae.   Inga underarter finns listade i Catalogue of Life.